# CIPA (国際組織)
CIPAは、国際記念物遺跡会議（ICOMOS：International Council on Monuments and Sites）の最も古い国際学術委員会（International Scientific Committee）の一つである。

## 概要
測量学から文化遺産のドキュメンテーションと記録の分野への技術移転を促進するため、1968年に国際写真測量法・リモートセンシング学会（ISPRS：International Society for Photogrammetry and Remote Sensing）と共同で設立された。当初は、Comité International de Photogrammétrie Architecturale（建築写真測量の国際委員会）の略語としてCIPAという名前で呼ばれた。古くよく知られたこの名前は、しだいにCIPAの活動の全体像を表すことができなくなったため、現在ではCIPA Heritage Documentation（CIPA文化遺産ドキュメンテーション）と改名されている。CIPA文化遺産ドキュメンテーションは、測量学とビジュアライゼーション学から文化遺産の記録、保存、およびドキュメンテーションの分野への技術移転に尽力している組織である。CIPAは、文化遺産のドキュメンテーションに携わる人々と、こうした情報を利用する人々との間の架け橋としての役割を果たしている。CIPAの使命は、文化遺産のあらゆる側面に関わる記録、ドキュメンテーション、および情報管理の原則と実践の発展を促進することであり、こうした活動に役立つ専門ツールと技術の開発を支援している。

## 専門性
ワーキンググループ（Working Groups）とタスクグループ（Task Groups）の活動は、CIPAのICOMOSとISPRSに対する貢献の一部である。また、各国代表者（National Delegates）の多くは、下記を含む専門分野で活躍する研究者である：測地測量、レーザースキャニング、建築測量、遺跡ドキュメンテーション、記念物保存、景観モデリング、考古学調査、データベースシステム、水中記録、情報システム、3Dモデリング、近接写真測量、古写真分析、マルチメディアおよびバーチャルリアリティーの表示、岩面彫刻と絵文字のドキュメンテーションなどがある。

## 活動
CIPAは2年に1度、2つの母体組織の主要な会議と合同で、もしくは単独のCIPAのイベントとして、国際シンポジウムを開催している。特定のテーマを扱った専門家ワークショップを合わせて開くことも多い。シンポジウムの論文集は、書籍もしくはCD-ROMのかたちで出版され、一部の論文はCIPAのウェブサイトでも公開されている。また、CIPAは議論リストを保持しており、この中でCIPA関係者の専門家が問題と解決策に関する提言と情報を提供している。